# Ivan Schranz
Ivan Schranz (Bratislava, 13 september 1993) is een Slowaakse profvoetballer die als aanvaller speelt voor het Tsjechische Slavia Praag en het Slowaakse nationale team.

## Clubcarrière
Schranz begon zijn carrière bij FC Petržalka en speelde daarna voor Spartak Trnava, waar hij zijn Europese debuut maakte en 25 doelpunten scoorde in 125 wedstrijden. Na een korte periode bij Sparta Praag en AEL Limasol, keerde hij terug naar Tsjechië om te spelen voor FK Dukla Praag en later Dynamo České Budějovice, waar zijn goede prestaties hem een contract opleverden bij FK Jablonec. In 2021 tekende hij een langetermijncontract bij Slavia Praag en scoorde een hattrick in zijn tweede wedstrijd.

## Clubstatistieken
| Seizoen         | Club                    | Competitie      | Duels | Goals |
| --------------- | ----------------------- | --------------- | ----- | ----- |
| 2010/2011       | FC Petržalka            | 2. Liga         | 31    | 6     |
| 2011/2012       | Spartak Trnava          | Fortuna Liga    | 6     | 1     |
| 2012/2013       | Spartak Trnava          | Fortuna Liga    | 21    | 4     |
| 2013/2014       | Spartak Trnava          | Fortuna Liga    | 24    | 2     |
| 2014/2015       | Spartak Trnava          | Fortuna Liga    | 9     | 2     |
| 2014/2015       | → Sparta Praag          | Czech 1. Liga   | 0     | 0     |
| 2015/2016       | Spartak Trnava          | Fortuna Liga    | 22    | 8     |
| 2016/2017       | Spartak Trnava          | Fortuna Liga    | 28    | 4     |
| 2017/18         | FK Dukla Praag          | Czech 1. Liga   | 25    | 4     |
| 2018/19         | FK Dukla Praag          | Czech 1. Liga   | 15    | 4     |
| 2018/19         | AEL Limasol             | A Divizion      | 7     | 0     |
| 2019/20         | Dynamo České Budějovice | Czech 1. Liga   | 30    | 9     |
| 2020/21         | FK Jablonec             | Czech 1. Liga   | 28    | 13    |
| 2021/22         | Slavia Praag            | Czech 1. Liga   | 29    | 10    |
| 2022/23         | Slavia Praag            | Czech 1. Liga   | 22    | 5     |
| 2023/24         | Slavia Praag            | Czech 1. Liga   | 21    | 2     |
| Carrière totaal | Carrière totaal         | Carrière totaal | 318   | 74    |

## Interlandcarrière
Op 4 september 2020 maakte Schranz zijn debuut voor het Slowaakse nationale team in een 1-3 nederlaag tegen Tsjechië tijdens de Nations League 2020/21, waarin hij ook zijn eerste doelpunt scoorde.
In mei 2021 werd Schranz geselecteerd voor de definitieve selectie van Slowakije voor het uitgestelde EK voetbal 2020, maar hij kwam niet in actie.
In juni 2024 werd Schranz opnieuw opgeroepen om Slowakije te vertegenwoordigen op EK voetbal 2024. Hij scoorde het enige doelpunt in de verrassende 1-0 overwinning op België in hun openingswedstrijd en scoorde opnieuw in een 2-1 nederlaag tegen Oekraïne in hun tweede wedstrijd. Tevens scoorde Schranz de openingstreffer van het duel tussen Slowakije en Engeland in de achtste finales.
1 Dúbravka ·
2 Pekarík ·
3 Vavro ·
4 Obert ·
5 Rigo ·
6 Gyömbér ·
7 Suslov ·
8 Duda ·
9 Boženík ·
10 Tupta ·
11 Bénes ·
12 Rodák ·
13 Hrošovský ·
14 Škriniar  ·
15 De Marco ·
16 Hancko ·
17 Haraslín ·
18 Strelec ·
19 Kucka ·
20 Ďuriš ·
21 Bero ·
22 Lobotka ·
23 Ravas ·
24 Sauer ·
25 Kóša ·
26 Schranz ·
Coach: Calzona